# Lago Don Juan
El lago Don Juan (del inglés: Don Juan Pond) es un lago hipersalino pequeño y poco profundo de la Antártida, localizado en el extremo oeste del valle Wright (South Fork), en la Tierra de Victoria, a 14 kilómetros al oeste del lago Vanda. Se encuentra entre la cordillera Asgard, en el sur, y la Dais, en el norte. En el extremo oeste hay un pequeño afluente y algo que ha sido descrito como un glaciar de roca. Don Juan es el cuerpo de agua más salado de la Tierra con un nivel de salinidad superior al 40 %.
Don Juan fue descubierto en 1961. Fue designado a raíz del nombre de dos pilotos de helicóptero, el teniente Don Roe y el teniente John Hickey, que pilotaron el helicóptero utilizado en la investigación inicial del lago. En dicha investigación, la temperatura era de -30 °C (-22 °F) y el agua se encontraba en estado líquido.

## Salinidad
Don Juan es un estanque poco profundo, de fondo plano e hipersalino. Su nivel de salinidad supera la del mar Muerto o incluso la del lago Assal. Se ha afirmado que la salinidad en Don Juan es 18 veces más elevada que la del océano. El hecho de que sea el único lago hipersalino antártico que casi nunca se congela es una indicación clara de su muy elevada salinidad comparada con la de otros cuerpos de agua del mundo. Por ello, a diferencia de otros lagos y estanques en los valles secos antárticos, Don Juan no tiene una capa de hielo en su superficie. 
Don Juan ha sido descrito como una zona de descarga de aguas subterráneas. Los iones dominantes en solución son calcio y cloruro. La zona alrededor de Don Juan está cubierta con cloruro de sodio y de calcio que han sido precipitados como agua evaporada. El área y volumen de Don Juan varía con el tiempo. De acuerdo con un mapa topográfico de USGS publicado en 1977, el área era de cerca de 0,25 km². Sin embargo, en años recientes el tamaño del lago se ha reducido considerablemente. La profundidad máxima en 1993-94 fue descrita como "de unos 30 cm de profundidad". En enero de 1997, tenía aproximadamente 10 cm de profundidad; en diciembre de 1998, el lago estaba casi seco en todas partes a excepción de un área de unas pocas decenas de metros cuadrados. La mayor parte del agua restante se encontraba en depresiones alrededor de grandes rocas en el lago.
La composición calculada de sus aguas es 3.72 mol/kg de CaCl2 y 0.50 mol/kg de NaCI, a una temperatura de -51.8 °C. Eso sería equivalente a 413 gramos de CaCI2 y 29 gramos de NaCl por cada kg de agua.